# Escut i bandera de Figueres (Alt Palància)
L'escut i la bandera de Figueres són els símbols representatius de Figueres, municipi del País Valencià, a la comarca de l'Alt Palància.

## Escut heràldic
L'escut oficial de Figueres té el següent blasonament:
| « | Escut quadrilong de punta redona. En camp d'or, una figuera del seu color, terrassada del natural, somada de la imatge de la Puríssima Concepció. Al timbre, corona reial oberta. | » |

## Bandera
La bandera oficial de Figueres té la següent descripció:
| « | Bandera de proporcions 2:3. Tercejat horitzontal, el segon terç és de doble amplària que els altres. Els terços externs de sinople i el del mig d'or, carregat amb arbre figuera de sinople amb el seu tronc d'argent. | » |

## Història
L'escut s'aprovà per Resolució de 28 de juny de 2002, del conseller de Justícia i Administracions Públiques, publicada al DOGV núm. 4.307, de 5 d'agost de 2002.
Es tracta de l'escut emprat tradicionalment per la població. Es representa una figuera com a senyal parlant del nom de la població i la imatge de la Puríssima Concepció, advocació de la seua parròquia.
La bandera s'aprovà per Resolució de 3 de febrer de 2004, del conseller de Justícia i Administracions Públiques, publicada al DOGV núm. 4.695, de 19 de febrer de 2004.